# Fort Pierce North
Fort Pierce North är en ort (CDP) i St. Lucie County, i delstaten Florida, USA. Enligt United States Census Bureau har orten en folkmängd på 6 474 invånare (2010) och en landarea på 11 km².